# Isa Barzizza
Isa Barzizza (Sanremo, 22 de novembro de 1929 – Palau, 28 de maio de 2023) foi uma atriz italiana de teatro, televisão e cinema.

## Filmografia parcial
- I due orfanelli, de Mario Mattoli (1947)
- Dove sta Zazà?, de Giorgio Simonelli (1947)
- Fifa e arena, de Mario Mattoli (1948)
- Totò al giro d'Italia, de Mario Mattoli (1948)
- I pompieri di Viggiù, de Mario Mattoli (1949)
- Adamo ed Eva, de Mario Mattoli (1949)
- Le sei mogli di Barbablù, de Carlo Ludovico Bragaglia (1950)
- Botta e risposta, de Mario Soldati (1950)
- Il vedovo allegro, de Mario Mattoli (1950)
- L'inafferabile 12, de Mario Mattoli (1950)
- Figaro qua, Figaro là, de Carlo Ludovico Bragaglia (1950)
- Il mago per forza, de Metz e Marchesi (1951)
- Porca miseria, de Giorgio Bianchi (1951)
- Sette ore di guai, de Vittorio Metz e Marcello Marchesi (1951)
- Milano miliardaria, de Vittorio Metz e Marcello Marchesi (1951)
- Era lui, si...si..., de Marino Girolami (1951)
- Cinque poveri in automobile, de Mario Mattoli (1952)
- Primo premio Mariarosa, de Sergio Grieco (1952)
- Bellezze in moto-scooter, de Carlo Campogalliani (1952)
- Totò a colori, de Steno (1952)
- Senza veli, de Carmine Gallone (1952)
- Siamo tutti inquilini, de Mario Mattoli (1953)
- Canzoni a due voci, de Gianni Vernuccio (1953)
- Viva la rivista!, de Enzo Trapani (1953)
- Gioventù alla sbarra, de Fernando Cerio (1953)
- Non è mai troppo tardi, de Filippo Walter Ratti (1953)
- La figlia del reggimento, de Geza von Bolvary (1953)
- Un turco napoletano, de Mario Mattoli (1953)
- Le avventure di Cartouche, de Gianni Vernuccio (1954)
- Totò cerca pace, de Mario Mattoli (1954)
- Gran varietà, de Domenico Paolella (1954)
- Appassionatamente, de Giacomo Gentilomo (1954)
- Un palco all'opera, de Siro Marcellini (1955)
- I pinguini ci guardano, de Guido Leoni (1955)
- C'eravamo tanto amati, de Ettore Scola (1974)
- Garofano rosso, de Luigi Faccini (1976)
- Il momento dell'avventura, de Faliero Rosati (1983)
- Fiori di zucca, de Stefano Pomilia (1989)
- Grazie al cielo c'è Totò, de Stefano Pomilia (1991)
- 80mq, episódio "No mamma no", de Cecilia Calvi (1993)
- Assolo, curta-metragem, de Marco Pozzi (1995)
- Ardena, de Luca Barbareschi (1997)
- Asini, de Antonello Grimaldi (1999)
- 7 km da Gerusalemme, de Claudio Malaponti (2007)